# Rose Fitzgerald Kennedy
 (mai 2024).

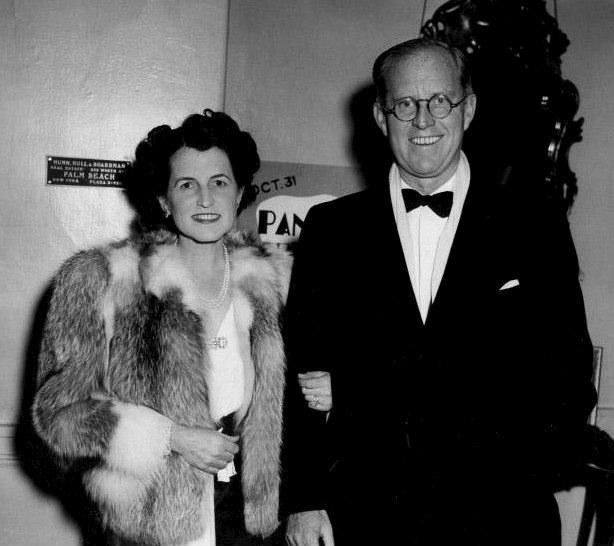
Rose et Joseph Kennedy, en 1940.

Rose Elizabeth Fitzgerald Kennedy, née le 22 juillet 1890 à Boston (Massachusetts), et morte le 22 janvier 1995 à Hyannis, est une personnalité américaine, connue en tant qu'épouse de Joseph Patrick Kennedy, ambassadeur américain au Royaume-Uni, et mère de John Fitzgerald Kennedy, 35e président des États-Unis.

## Biographie
Issue de la bourgeoisie de Boston dont son père fut maire, elle reçut une bonne éducation et voyagea très tôt en Europe. Elle se maria avec Joseph Kennedy en octobre 1914 et ils fondèrent ensemble une famille très influente dans la politique des États-Unis. Plusieurs de leurs enfants firent de la politique (selon les vœux du patriarche).
La famille fondait initialement ses espoirs d'atteindre la présidence des États-Unis sur Joseph, Jr. mais celui-ci mourut au front avant d'atteindre la trentaine, ce fut donc vers le second, John Fitzgerald Kennedy, que la famille concentra ses projets politiques.
En 1951, le pape Pie XII l'éleva à la dignité de comtesse pontificale ad personam en reconnaissance pour « son exemplarité familiale et pour ses nombreuses actions philanthropiques ».
Rose Kennedy mourut d'une pneumonie à l'âge de 104 ans. Elle avait survécu à quatre de ses enfants.

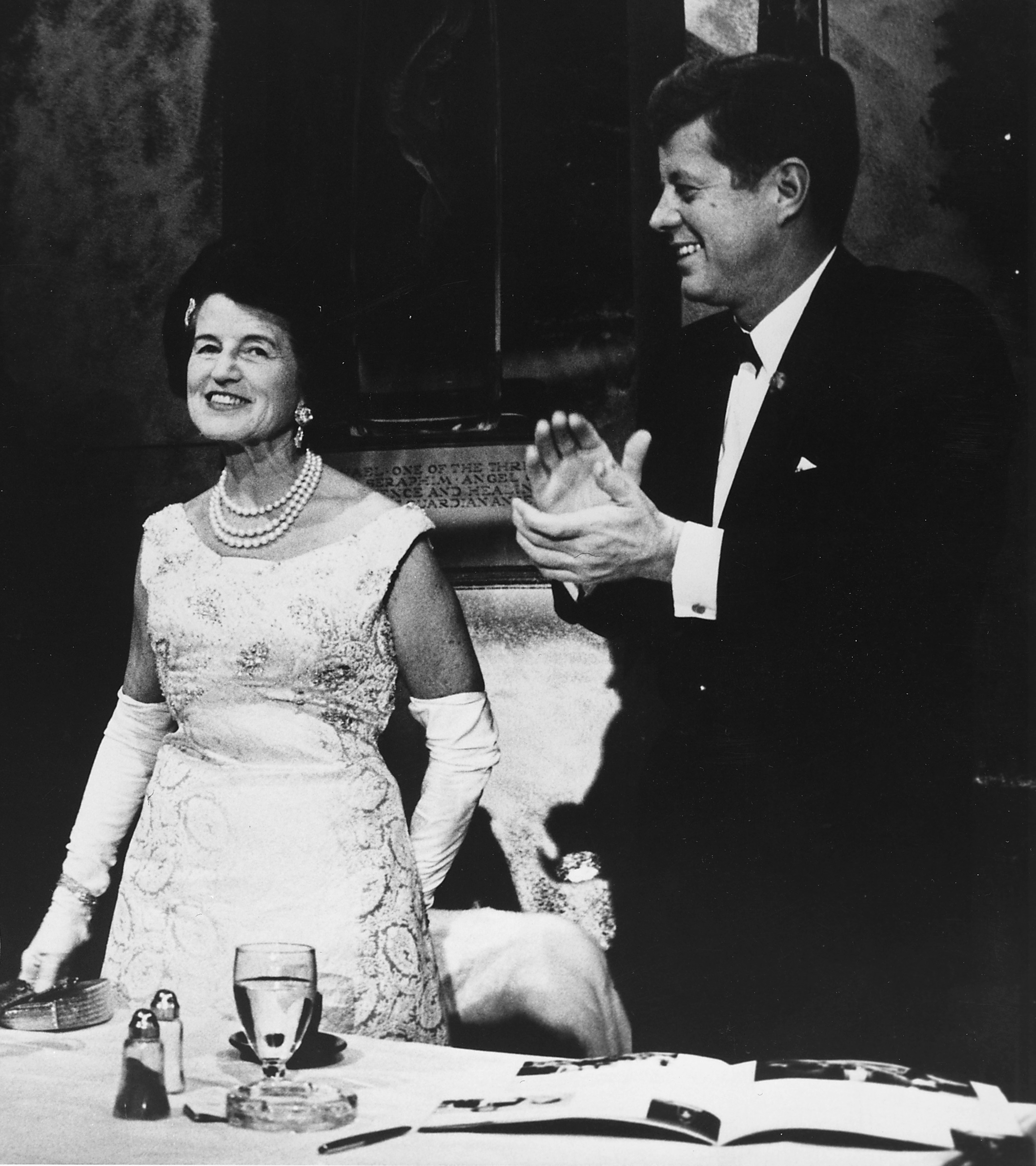
Rose F. Kennedy et son fils John en 1962.

## Enfants
- Joseph Patrick Kennedy, Jr. 1915-1944.
- John Fitzgerald Kennedy 1917-1963.
- Rosemary Kennedy 1918-2005.
- Kathleen Kennedy Cavendish 1920-1948.
- Eunice Kennedy Shriver (épouse de R. Sargent Shriver) 1921-2009.
- Patricia Kennedy Lawford (épouse de Peter Lawford) 1924-2006.
- Robert Francis Kennedy 1925-1968.
- Jean Kennedy Smith (épouse de Stephen Smith) 1928-2020.
- Edward Kennedy 1932-2009.

## Dans la culture populaire
- En 1987, Patricia Kaas, dans son album Scène de vie, chante un morceau intitulé Kennedy Rose, remettant en cause les choix de vie que Rose Kennedy avait fait pour ses enfants.
- Le chanteur français Benjamin Biolay a composé un concept album autour de la vie de Rose Kennedy intitulé Rose Kennedy, sorti en 2001.
- Dans la fiction télévisée de 2011 Les Kennedy de Jon Cassar, elle est jouée par Diana Hardcastle.
- Dans le film Jackie de Pablo Larraín sorti en 2016, elle est interprétée par Georgie Glen.

## Ouvrages
- Rose Fitzgerald Kennedy, Times To Remember, Doubleday and Company, 1974
- Rose Fitzgerald Kennedy, Times To Remember, Doubleday and Company, 1995 (ISBN 978-0-385-47657-7)